# Sid Roland Rommerud
Sid Roland Rommerud, född 6 juli 1915 i Stjärnsund, Husby socken, Dalarna, död 17 juni 1977 i Stockholm, var en svensk författare.
Rommerud växte upp i Västerbotten där han tidigt arbetade som journalist, han flyttade sedan till Stockholm. Han skrev bland annat reseskildringar samt barn- och ungdomsböcker. Han är mest känd för sin bokserie om Tvillingdetektiverna som skrevs med Ivar Ahlstedt under den gemensamma pseudonymen Sivar Ahlrud, och var en av initiativtagarna till Sveriges ungdomsförfattarförening. 

## Pseudonymer
Rommerud skrev förutom under eget namn och under den delade pseudonymen Sivar Ahlrud, även som Sid Roland och Sven Rud. Som Sid Roland skrev Rommerud bland annat böckerna om Lille Pip samt Vi-3-böckerna. I en tidig bok, Skatten på Sommarön från 1933, nämns den fiktiva orten Vindsele, efter Rommeruds uppväxtort Vindeln[källa behövs], som sedan återkommer som hemort för Tvillingdetektiverna. Under pseudonymen Sven Rud skrev Rommerud bland annat böckerna om Humpe och Stumpe.